# Flavio Briatore

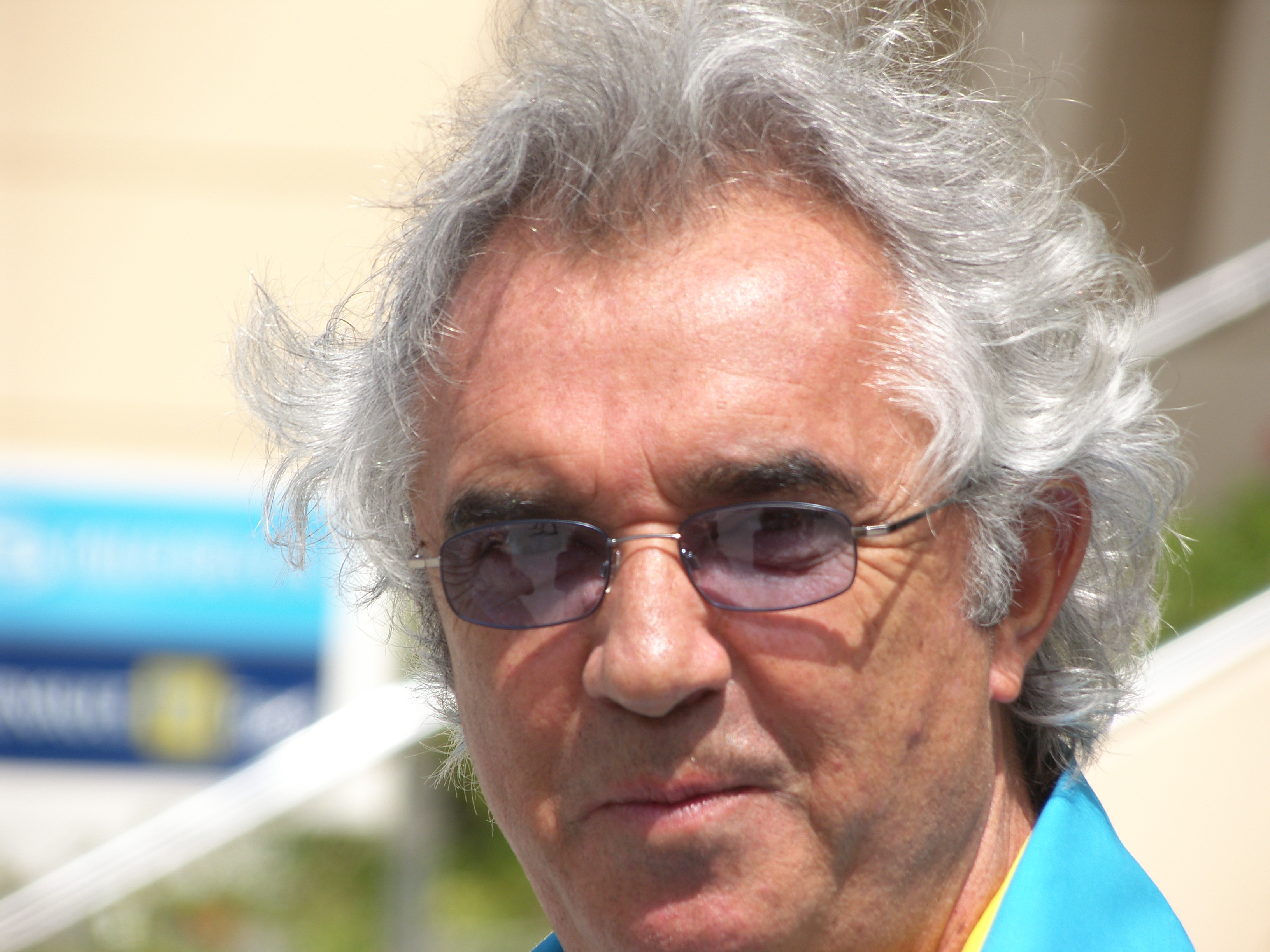
Flavio Briatore tijdens de Grand Prix van Bahrein 2006.

Flavio Briatore (Verzuolo, 12 april 1950) is een Italiaanse zakenman die vooral bekend is geworden als Formule 1-teamchef bij Benetton en Renault.

## Biografie
Briatore werd als zoon van een lerarenpaar geboren. Hij rondde zijn opleiding tot landmeetkundige af met vrij slechte cijfers. Na zijn opleiding werkte hij in vele verschillende baantjes, onder andere als skileraar. Ook opende hij een restaurant met de naam Tribüla, wat tevens zijn bijnaam was. Uiteindelijk moest het restaurant sluiten. Nadat hij een tijd lang als verzekeringsverkoper werkte, begon zijn carrière als ondernemer, samen met een financieel- en bouwondernemer uit Cuneo, Attilio Dutto. Dutto stierf 21 maart 1979 na een aanslag met een autobom, die wordt toegeschreven aan de Rode Brigades. 
Briatore verhuisde naar Milaan en ging daar werken bij de Milanese beurs. In deze periode leerde hij eerst Achille Caproni en later ook Luciano Benetton (de oprichter van Benetton) kennen. Hij was betrokken bij het faillissement van Paramatti en werd later voor diverse fraudezaken veroordeeld tot vier jaar en zes maanden celstraf. Om zijn inbewaringstelling te voorkomen, vluchtte hij naar Saint Thomas, waar hij nauw contact hield met Benetton en verder enkele winkels opende. Hij kreeg uiteindelijk amnestie, hij hoefde aldus zijn straf niet uit te zitten.
Toen Benetton zijn eerste vijf winkels in de Verenigde Staten opende in 1979, wees hij Briatore aan als directeur van de Amerikaanse Benetton-tak. Door de onorthodoxe franchise-opzet genoot het bedrijf een zeer snelle groei. In 1989 waren er ruim 800 winkels in de Verenigde Staten. Briatore had een belang in elke franchisedeal en verdiende hierdoor zijn kapitaal.

## Carrière in de Formule 1

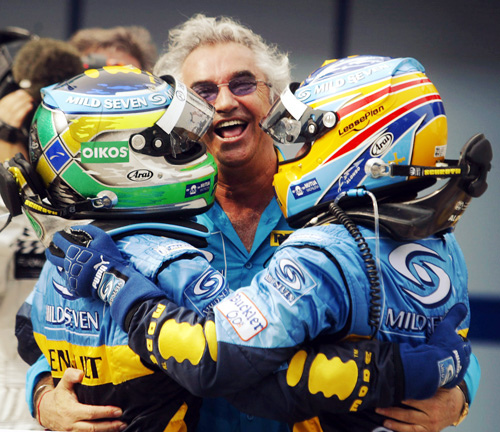
Briatore in 2006, viert met Giancarlo Fisichella (links) en Fernando Alonso (rechts), de eerste en tweede plaats in de Grand Prix Formule 1 van Maleisië 2006

In Italië teruggekomen, werd hij manager van het Benetton Formule 1-team. Daarnaast was hij korte tijd eigenaar van de concurrerende Ligier-renstal.
Hij werd als teamchef van Benetton in 1994 (Benetton-Ford) en 1995 (Benetton-Renault) wereldkampioen met Michael Schumacher. 
Na de succesvolle jaren met de Duitser zette Briatore een stap terug en verdween hij uit de racerij, maar niet voor lang. Hij keerde in 1998 terug met de firma Supertec die uitgerangeerde motoren van Renault aan Formule 1-teams beschikbaar stelde. Toen Renault in 2000 het team van Briatore's vorige werkgever Benetton kocht, stelde de Franse fabrikant Briatore aan als teamleider, waarmee hij feitelijk op zijn oude stek terugkeerde.
Onder zijn leiding werd het engagement van Renault een groot succes. Als manager van Fernando Alonso uit Spanje bracht hij bovendien de man in de Formule 1 die in 2005 en 2006 Formule 1-wereldkampioen zou worden, uiteraard voor Renault. Ook hielp hij als manager de Australische coureur Mark Webber en de Braziliaan Nelson Piquet jr. aan hun entree in de Formule 1. 
De samenwerking met de Braziliaanse coureur die - anders dan Webber voor Renault reed - eindigde in 2009, tot teleurstelling van Piquet die Briatore in een open brief een "beul" noemde in plaats van een manager.

## Geschorst in de Formule 1
Na zijn ontslag bij Renault beschuldigde Piquet Briatore ervan de uitslag van de Grand Prix van Singapore in 2008 te hebben vervalst. Briatore gaf dat jaar bij de Grote Prijs van Singapore tweede coureur Nelson Piquet junior orders om met zijn bolide te crashen. De Braziliaan zou onder druk van de Italiaan tegen een muur zijn gereden, met de bedoeling een safety car-fase uit te lokken. Hierdoor kon teamgenoot Fernando Alonso de race winnen.
Hoewel Briatore de beschuldigingen ontkende, werd de Italiaan op 16 september 2009 samen met technisch directeur Pat Symonds door Renault ontslagen. De Franse autofabrikant verklaarde de beschuldigingen van Piquet niet te bestrijden.
Briatore kreeg op 21 september 2009 door het bestuurscollege van de Fédération Internationale de l'Automobile ( FIA ) een levenslange schorsing voor zijn aandeel in het schandaal "Crashgate". Briatore werd geschorst voor alle activiteiten georganiseerd door de FIA. Hij mocht zich ook niet meer als manager van coureurs in het racewereldje begeven.
Op 5 januari 2010 werd de levenslange schorsing door een Parijse rechtbank ongeldig verklaard. De rechter oordeelde dat het bewijs zeer dun was en de getuigen bovendien anoniem. Hij hief de schorsing op en kende Briatore een schadevergoeding van €15.000 toe. De autosportbond FIA maakte op 11 januari 2010 bekend dat zij in hoger beroep ging tegen de uitspraak, maar kwam op 12 april 2010 terug op deze beslissing. Briatore had na overleg met de FIA zijn spijt betoond en zich verontschuldigd voor zijn acties. Als tegenprestatie annuleerde de FIA alle lopende procedures om het imago van de FIA en de motorsport geen verdere schade te berokkenen. Briatore mocht vanaf begin 2013 weer werkzaam zijn in de Formule 1. Voor andere kampioenschappen die de FIA organiseert was dat één seizoen eerder.

## Andere activiteiten
Briatore is met Angelo Galasso eigenaar van het exclusieve modemerk Billionaire Couture en de exclusieve club Billionaires Club op Sardinië. Ook was Briatore van 2007 tot 2010 voorzitter/mede-eigenaar van de Queens Park Rangers FC. Briatore bezit een nachtclub in Monte Carlo, Monaco, genaamd Twiga.

## Privé
Briatore is ook bekend om zijn omgang met jonge, knappe vrouwen zoals Naomi Campbell en Heidi Klum. Klum is de moeder van Briatores eerste kind (2004), een dochter. Nog tijdens de zwangerschap werd de relatie beëindigd en Briatore is niet betrokken bij de opvoeding. Hij trouwde 14 juni 2008 met de 27-jarige Elisabetta Gregoraci in de Borgo Santo Spirito in Sassia in Rome. Onder de 350 genodigden voor het huwelijk waren de Italiaanse premier Silvio Berlusconi en voormalig premier van Spanje José María Aznar. In 2010 beviel Elisabetta van zijn tweede kind, een zoon. Briatore is sinds 2017 gescheiden van Gregoraci.
Bij een routineonderzoek begin juli 2006 ontdekten artsen een kwaadaardige tumor aan zijn linkernier. Hij werd in een kliniek in Rome hieraan geopereerd.
Op 12 februari 2018 werd Briatore veroordeeld tot 18 maanden celstraf voor belastingontduiking.